# SN 2001jk
SN 2001jk – supernowa odkryta 9 grudnia 2001 roku w galaktyce A043755-0132. W momencie odkrycia miała maksymalną jasność 23,90m.